# Nouri Bouzid
Nouri Bouzid (arabe : نوري بوزيد), né en 1945 à Sfax, est un réalisateur et scénariste tunisien.
Deux de ses films (L'Homme de cendres et Making of) obtiennent le Tanit d'or des Journées cinématographiques de Carthage, respectivement en 1986 et 2006.

## Biographie

### Carrière
De 1968 à 1972, il étudie le cinéma en Belgique. Il est assistant-réalisateur sur le tournage du Larron de Pasquale Festa Campanile en 1979. Il passe cinq années en prison pour ses convictions politiques de 1973 à 1979. En 1986, son premier long métrage, L'Homme de cendres, histoire d'un jeune homme qui se rappelle les traumatismes de son enfance peu avant son mariage, est sélectionné au Festival de Cannes. Son film suivant, Les Sabots en or, l'est également en 1988. Bezness, à travers le portrait d'un homme joué par Abdellatif Kechiche, traite de la prostitution masculine.
En plus de ses propres films, il participe à l'écriture des dialogues des films Halfaouine, l'enfant des terrasses et Un été à La Goulette de Férid Boughedir, Le Sultan de la médina de Moncef Dhouib mais également Les Silences du palais et La Saison des hommes de Moufida Tlatli. Il apparaît dans La télé arrive de Dhouib et dans le feuilleton Un bambino di nome Gesù de Franco Rossi.
Qualifié de farouche défenseur des libertés, il est agressé le 9 avril 2011 et blessé à la tête par un agresseur non identifié. Il l'explique potentiellement par ses « positions favorables à la laïcité et pour le rejet de la culture du takfîr »,.

### Vie personnelle
Il est le père de la réalisatrice Leyla Bouzid.

## Filmographie
- L'Homme de cendres (1986)
- Les Sabots en or (1988)[7]
- La Guerre du Golfe... et après ? (1991)
- Bezness (1992)
- Tunisiennes (1997)
- Poupées d'argile (2002)
- Making of (2006)
- Millefeuille (2012)[8]
- Les Épouvantails (2019)

## Distinctions
- Prix Ibn-Rushd pour la liberté de pensée (en) (2007)[9] ;
- Commandeur de l'Ordre national du Mérite (Tunisie, 1999)[10] ;
- Officier de l'Ordre des Arts et des Lettres (France, 2009)[11],[12] ;
- Chevalier de la Légion d'honneur (France, 2013)[13],[14] ;
- Prix spécial des droits de l'homme (Mostra de Venise 2019)[15].

## Publications
- (ar) Vieux visiteur (زاير قديم), éd. Perspective, Tunis, 2014[16]